# Оржеховский, Игорь Вацлавович
И́горь Ва́цлавович Оржехо́вский (11 мая 1933, Минск — 29 апреля 2002) — советский и белорусский историк. Доктор исторических наук (1975), профессор (1980).

## Биография
Родился 11 мая 1933 года в Минске. Происходил из дворян. Его отец был репрессирован, и поэтому ему пришлось переехать в Горький Окончил Горьковское суворовское военное училище (1951 год), Горьковский государственный университет имени Н. И. Лобачевского (историко-филологический факультет, 1961 год; аспирантура, 1964 год). Работал в Горьковском государственном университете имени М. И. Лобачевского (1963—1976 гг.), Белорусском государственном университете (с 1976 года, исторический факультет, кафедра Истории России, профессор, в 1976—1998 гг. — заведующий кафедрой российской и славянской истории). Научные интересы: история России XIX — начала XX вв.; проблемы внутренней политики самодержавия; история освободительного движения; история Церкви и военного духовенства.
Умер 29 апреля 2002 года.